# Andreas Maurer (tennista)
Andreas Maurer (Gelsenkirchen, 8 marzo 1958) è un ex tennista tedesco.

## Carriera
Diventa professionista nel 1978.
Nel 1980 raggiunge per la prima volta i quarti di finale in un torneo al Brussels Outdoor dove viene sconfitto da Gustavo Guerrero per 6-4, 6-7, 6-8.
Nel 1981 raggiunge la semifinale al Mercedes Cup di Stoccarda dove viene sconfitto da Björn Borg, numero uno del mondo e vincitore del torneo, per 6-2, 6-1.
Nel 1982 raggiunge la sua prima finale al Cologne Challenger perdendo dal francese Dominique Bedel per 6-2, 3-6, 4-6. Raggiunge anche per la prima volta gli ottavi di finale in un torneo dello Slam, venendo sconfitto dal finalista di quella edizione Guillermo Vilas per 2-6, 3-6, 1-6. Raggiunge anche la sua prima finale in doppio in coppia con Wolfgang Popp alla Mercedes Cup, i due vengono sconfitti dalle teste di serie numero due del torneo Mark Edmondson e Brian Teacher per 3-6, 1-6.
Nel 1983 raggiunge le semifinali al Dutch Open di Hilversum sconfitto da Tomáš Šmíd, testa di serie numero 3 e vincitore del torneo, per 6-3, 3-6, 5-7.
Nel 1984 raggiunge i quarti di finale al Hypo Group Tennis International di Bari sconfitto da Emilio Sánchez per 3-6, 1-6 e la semifinale in doppio al BMW Open di Monaco di Baviera in coppia con Popp dove vengono sconfitti da Eric Fromm e Florin Segărceanu per 3-6, 2-6. Conquista inoltre il suo primo titolo in doppio in coppia con Sandy Mayer battendo in finale della Mercedes Cup gli statunitensi Fritz Buehning e Ferdi Taygan per 7-6, 6-4.
Nel 1985 ha la sua migliore annata infatti conquista il suo primo titolo al Madrid Tennis Grand Prix sconfiggendo in finale lo statunitense Lawson Duncan 7-5, 6-2, raggiunge la finale allo Swiss Open Gstaad sconfitto da Joakim Nyström per 4-6, 6-1, 5-7, 3-6, le semifiniali al Dutch Open di Hilversum sconfitto da Ricki Osterthun per 6-3, 6-7, 4-6, al Vienna Open di Vienna sconfitto da Libor Pimek 3-6, 2-6 e i quarti di finale alla Mercedes Cup di Stoccarda sconfitto da Brad Gilbert 0-6, 3-6. Raggiunge anche il suo migliore risultato a Wimbledon arrivando agli ottavi di finale dove viene sconfitto dal numero uno del mondo John McEnroe per 0-6, 4-6, 2-6.
Nel 1986 anno in cui raggiunge il suo best Ranking diventando numero 24 del mondo non riesce a ripetersi al Madrid Tennis Grand Prix dove si arrende in semifinale contro Joakim Nyström con un doppio 4-6. Peggiora il suo risultato anche a Hilversum dove si ferma ai quarti contro Menno Oosting sconfitto per 6-3, 4-6, 6-7. Raggiunge tuttavia la sua terza e ultima finale in carriera al Torneo Godó di Barcellona sconfitto dallo svedese Kent Carlsson per 2-6, 2-6, 0-6. Vince anche il suo secondo e ultimo titolo di doppio al Geneva Open di Ginevra in coppia con Jörgen Windahl battendo 6–4, 3–6, 6–4 gli argentini Gustavo Luza e Gustavo Tiberti in finale.
Nel 1987 ottiene dei buoni risultati solamente in doppio raggiungendo i quarti di finale all'ATP Nizza in coppia con Windahl dove i due vengono sconfitti da Jim Pugh e Eliot Teltscher 2-6, 4-6 e all'ATP German Open di Amburgo in coppia con Mel Purcell dove i due vengono sconfitti da Miloslav Mečíř e Tomáš Šmíd per 5-7, 3-6.
Nel 1988 raggiunge due finali Challenger in doppio.
Partecipa anche alla Coppa Davis con la Germania Ovest con un bilancio di sei vittorie e sette sconfitte tra singolare e doppio.

## Statistiche

### Singolare

#### Vittorie (1)
| Numero | Data           | Torneo                           | Superficie  | Avversario in finale | Punteggio |
| 1.     | 19 maggio 1985 | Madrid Tennis Grand Prix, Madrid | Terra rossa | Lawson Duncan        | 7-5, 6-2  |

#### Finali perse (2)
| Numero | Data              | Torneo                      | Superficie  | Avversario in finale | Punteggio     |
| 1.     | 11 luglio 1982    | Cologne Challenger, Colonia | Terra rossa | Dominique Bedel      | 6-2, 3-6, 4-6 |
| 2.     | 28 settembre 1986 | Torneo Godó, Barcellona     | Terra rossa | Kent Carlsson        | 2-6, 2-6, 0-6 |

### Doppio

#### Vittorie (2)
| Numero | Data              | Torneo                  | Superficie  | Compagno       | Avversari in finale          | Punteggio     |
| 1.     | 22 luglio 1984    | Mercedes Cup, Stoccarda | Terra rossa | Sandy Mayer    | Fritz Buehning Ferdi Taygan  | 7-6, 6-4      |
| 2.     | 15 settembre 1986 | Geneva Open, Ginevra    | Terra rossa | Jörgen Windahl | Gustavo Luza Gustavo Tiberti | 6–4, 3–6, 6–4 |

#### Finali perse (1)
| Numero | Data           | Torneo                  | Superficie  | Compagno      | Avversari in finale          | Punteggio |
| 1.     | 18 luglio 1982 | Mercedes Cup, Stoccarda | Terra rossa | Wolfgang Popp | Mark Edmondson Brian Teacher | 3-6, 1-6  |